# فلورنسا باسكوم
فلورنسا باسكوم (بالإنجليزية: Florence Bascom)‏ ‏ (1862-1945) هي ثاني امرأة تحصل على درجة الدكتوراة في الجيولوجيا في الولايات المتحدة الأمريكية، وهي أول امرأة تَتعاقد للعمل مَع وكالة الماسِح الجيولوجي الأَمريكي، وبغض النظر عن أنَّ فلورنسا واحدة من أكثر الإناث الأوائل إتقاناً لعلم الجيولوجيا، إلا أنها كانت معروفة باستنتاجاتها المُبتكرة في هذا المجال، ولعبت فلورنسا دوراً مُهماً في قيادة الجيل الجديد من الجيولوجيات.

## تكريمها
تمت تَسمية إحدى الفوهات الصدمية على كوكب الزهرة باسم «باسكوم»، وذلك تكريماً لَفلورنسا وإنجازاتها في مجال الجيولوجيا، ويبلغ قطر هذه الفوهة 34.6 كم، وهي تقع على خط طول 302.2 ودائرة عرض 10.4-، كما تمت تَسمية إحدى الكويكبات باسم «باسكوم 6084» وهو كويكب مزدوج ضمن حزام الكويكبات تم اكتشافه في 12 شباط 1985.

## المنشورات
نشرت فلورنسا ما يَزيد عن 40 مَقالة حول علم وصف الصخور الوراثي ومورفولوجيا الأرض وَالحصى.

## روابط خارجية
- فلورنسا باسكوم على موقع الموسوعة البريطانية (الإنجليزية)

- فلورنسا باسكوم على موقع الماسح الجيولوجي الأمريكي.
- فلورنسا باسكوم: واحدة من نساء جامعة جونز هوبكينز.
- فلورنسا باسكوم على موقع فايند أغريف